# Hayop sa ganda
Hayop sa ganda es una película del año 1983, dirigida por Gerardo Herrero y protagonizada por Amparo Muñoz y Gloria Díaz

## Producción
La actriz española Amparo Muñoz, que fue nombrada Miss Universo en Manila en el año 1974, volvió a Filipinas en 1983 para rodar la película Hayop sa Ganda. Los productores de la película decidieron que Gloria Díaz, quien también había ganado el título de Miss Universo en 1969, también participará en la película. Debido a las envidias profesionales de Díaz y a diferencias culturales, estalló una guerra fría entre ambas que terminó con Muñoz yéndose del país amargamente debido a las desagradables circunstancias. Muñoz no volvió nunca a Manila.